# تانیا دی ماریو
تانیا دی ماریو (ایتالیایی: Tania Di Mario؛ زادهٔ ۴ مهٔ ۱۹۷۹) بازیکن واترپلو اهل ایتالیا بود.
وی همچنین برندهٔ جوایزی همچون نشان شایستگی از جمهوری ایتالیا شده‌است.
وی در مسابقات کشوری و بین‌المللی در مجموع برندهٔ ۵ مدال طلا، ۶ مدال نقره، ۴ مدال برنز شده‌است.